# La Complainte du sentier
Série Trilogie d'Apu
L'Invaincu
(1957)
Pour plus de détails, voir Fiche technique et Distribution.
La Complainte du sentier (titre original : bengali : পথের পাঁচালী, Pather panchali)  est un film indien, le premier film du réalisateur bengali Satyajit Ray, sorti en 1955. C'est également le premier volet de la trilogie d'Apu.

## Synopsis
Dans le Bengale rural des années 1920, le brahmane Harihar Roy vit dans la maison de ses ancêtres qui nécessite des réparations, mais il est trop pauvre pour les payer. Il vit avec sa femme Sarbajaya, sa fille Durga qui vole régulièrement des fruits dans le verger qu'ils ont été amenés à vendre aux voisins, son jeune fils Apu, et Indir, une vieille parente. La maison abrite aussi un chien, des chats et une vache. Sarbajaya s'occupe des tâches ménagères, de la préparation de la nourriture et des rites religieux.
Incapable de gagner assez d'argent pour subvenir aux besoins de la famille, Harihar part en quête d'un nouveau travail, laissant Sarbajaya seule pour gérer la famille. Pendant son absence, Indir meurt, puis, lors d'un ouragan, Durga tombe malade, et meurt à son tour. Lorsque le père revient, il trouve la maison dévastée. La famille décide de partir vers la ville.

## Fiche technique
- Titre original : Pather panchali
- Titre français : La Complainte du sentier
- Réalisation : Satyajit Ray
- Scénario : Satyajit Ray d'après le roman Pather Panchali de Bibhutibhushan Bandopadhyay
- Photographie : Subrata Mitra, assisté notamment de Soumendu Roy
- Montage : Dulal Dutta
- Musique : Ravi Shankar
- Décors : Bansi Chandragupta
- Producteur : Satyajit Ray
- Société de production : Gouvernement du Bengale Ouest
- Société de distribution : Argos Films
- Pays de production :  Inde
- Langue : Bengali
- Budget : 536 364 USD
- Métrage : 3 435,11 m
- Format : Noir et blanc — 35 mm — 1,37:1 — Son : Mono
- Genre : Film dramatique
- Durée : 122 minutes
- Dates de sortie : 
  - Inde : 26 août 1955
  - France : 16 mars 1960

## Distribution
- Kanu Banerjee : Harihar Ray, le père de Durga et Apu
- Karuna Bandyopadhyay : Sarbajaya Ray, la mère de Durga et Apu
- Subir Banerjee (en) : Apurba « Apu » Ray, le fils
- Uma Das Gupta : Durga Ray, la fille
- Chunibala Devi : Indir, la parente âgée

## Développement
Dans les années 1940, alors qu'il travaille comme illustrateur et graphiste pour Signet Press, une maison d'édition créée par D. K. Gupta, Ray adapte pour les enfants Pather Panchali, un roman bengali classique de Bibhutibhushan Bandopadhyay, qu'il rebaptise Am Antir Bhepu (« Le Sifflet en noyau de mangue »).

### Projet et tournage
Profondément touché par cette œuvre, encouragé par une conversation avec Jean Renoir qu'il a assisté lors du tournage du film Le Fleuve, Ray passera à l'acte après avoir vu à Londres Le Voleur de bicyclette, du réalisateur italien  Vittorio De Sica.
Sans producteur acceptant d'accompagner financièrement le projet, le tournage s'éternisera sur trois longues années, et ne sera finalement achevé que grâce à un prêt du gouvernement du Bengale-Occidental. Réalisé avec peu de moyens, un casting et une équipe technique essentiellement constitués d'amateurs ou de débutants, complètement à la marge de l'industrie cinématographique indienne d'alors (superproductions musicales tournées en studios), Pather Panchali rencontrera pourtant le succès au Bengale, et ouvrira également au réalisateur la porte d'une carrière internationale.

### Suites
L'histoire d'Apu, débutée dans Pather Panchali, se poursuit dans L'Invaincu, sorti en 1957, puis dans Le Monde d'Apu (1959) : ces trois œuvres forment La trilogie d'Apu.

## Critiques
- « La mise en images est faite sans artifice apparent par une caméra très mobile ; le rythme, d'une lenteur liturgique, est soutenu par une excellente musique qui, même pour un Occidental, crée à l'égard du film la même attitude d'acceptation que prennent les Hindous devant la vie. L'intégration de cette vie à la nôtre et au rythme des saisons est sans cesse recherchée par une photographie d'une très grande qualité[1]. »
- « Le style [de Satyajit Ray] est du plus pur lyrisme et traite avec poésie la misère et les drames d'une famille. Le découpage, la composition des regards et des attitudes transcendent un récit précis, le rendent encore plus authentique et nous permettent d'être en pleine communion avec les personnages, leurs situations et leur évolution. » (Olivier Gamble[2])

## Distinctions
- Meilleur film étranger, 1958 au NBR - The National Board of Review of Motion Pictures (New York)
- Prix du document humain au Festival de Cannes en 1956[3]
- Ce film fait partie de la liste du BFI des 50 films à voir avant d'avoir 14 ans établie en 2005 par le British Film Institute.